# Malina (Film)

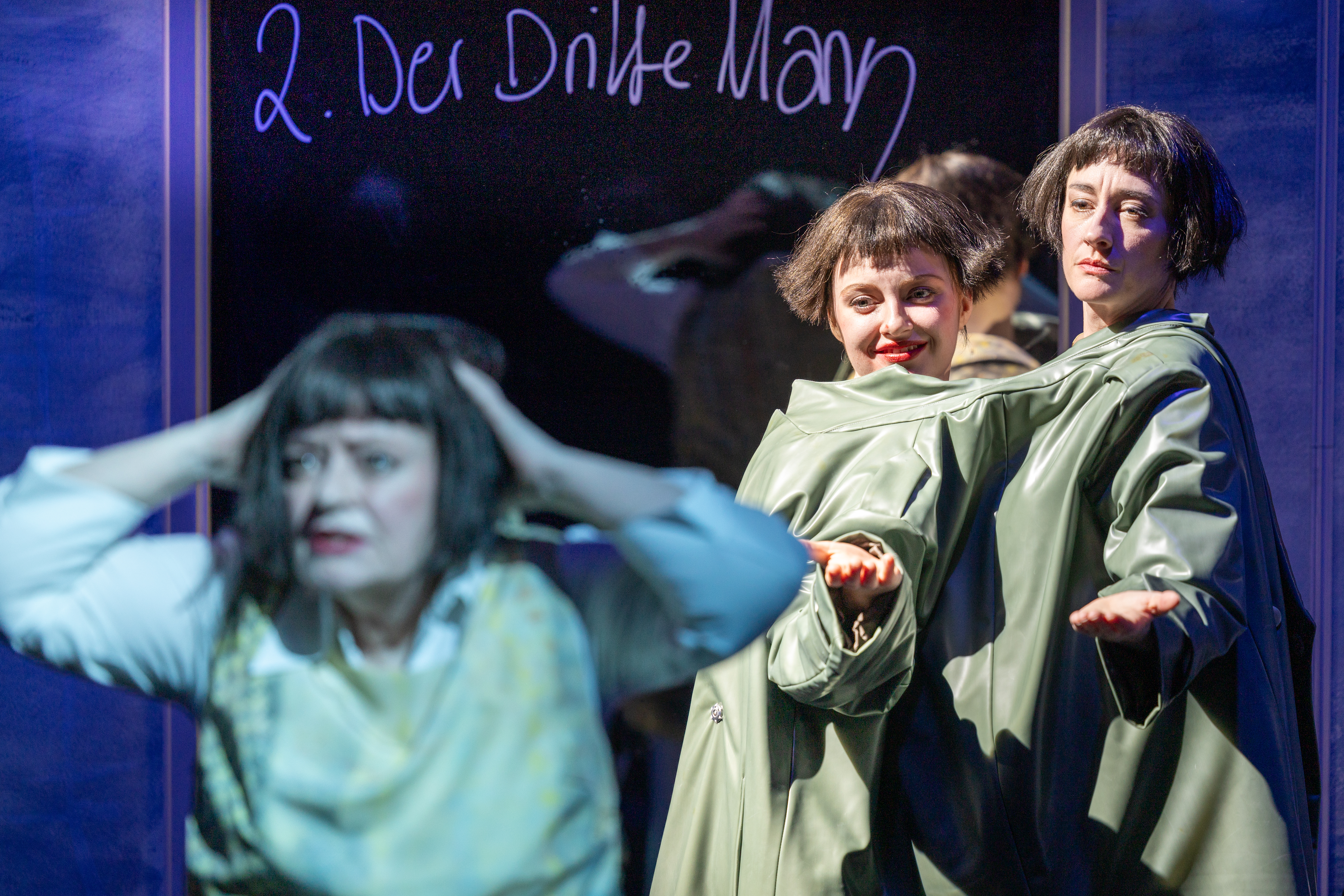
Malina, Inszenierung am Berliner Ensemble (2024), Regie Fritzi Wartenberg

Malina ist ein deutsch-österreichischer Spielfilm aus dem Jahre 1991 nach dem gleichnamigen Roman von Ingeborg Bachmann. Er lief im Wettbewerb der Internationalen Filmfestspiele von Cannes 1991. Regie führte Werner Schroeter, das Drehbuch stammt von Elfriede Jelinek.

## Handlung
Eine namenlose Autorin lebt seit Jahren gemeinsam mit Malina in einer Wohnung in Wien. Jedoch ist dies eher eine Zweckgemeinschaft, denn Malina bietet ihr den nötigen Rückhalt, wenn sie verwirrt ist, den Bezug zur Realität verliert oder nicht weiß, wo ihr der Kopf steht. Als sie sich in den jungen Ungarn Ivan verliebt, der sich ihren Annäherungsversuchen jedoch mehr und mehr entzieht und stattdessen eine Affäre mit einer anderen beginnt, verliert sie zunehmend den Boden unter den Füßen, die Realität. Da erweist sich Malina scheinbar als Retter in der Not oder doch eher als ein Dämon, ihr männliches Alter Ego, das ihr in ihren Visionen erscheint und ihr befiehlt, Ivan zu töten. Am Ende verschwindet die Schriftstellerin spurlos in der Wand und Malina beseitigt jedes Zeichen ihrer Existenz aus der gemeinsamen Wohnung, so als hätte es sie nie gegeben. Doch ganz zuletzt dröhnt das Urteil der Verschwundenen: „Es war Mord.“ Der Regisseur Werner Schroeter geht mit dieser Stimme aus dem Nichts über Jelineks Drehbuch hinaus, wonach die weibliche Seite der Schriftstellerin nur einen Zettel mit der Aufsicht „Es war Mord.“ hinterließ, den ihre männliche Seite entsorgte.

## Kritik
„Verfilmung des Romans von Ingeborg Bachmann, zerlegt in Bilder und Szenen, Worte und Sätze, die losgelöst von alltäglichen Erfahrungswerten den Zerfall eines jeden Sinns umschreiben. Schroeter stilisiert die Bilder mit einer im Kino selten erlebten Radikalität, wobei sich angesichts der Wortlastigkeit nur selten filmsprachliche Dynamik einstellt; in der Hauptrolle mitunter fesselnd, dann wieder unerträglich gespielt.“

„So ergibt dieses Aufeinandertreffen eine durchaus geglückte Symbiose zwischen Präsenz und Exaltiertheit, Vision und Intimität, Seele und Kunst; ein besseres Stück europäischen Kinos, das die Sinne der gebildeten Stände kitzelt und auch nicht weiter weiß. Es ist ein Film über die Liebe. […] Schön fremd in unserer Filmkultur.“

## Auszeichnungen
- 1990: Bayerischer Filmpreis:
  - Produzentenpreis … für Steffen und Thomas Kuchenreuther
- 1991: Deutscher Filmpreis, Filmband in Gold
  - Bester programmfüllender Spielfilm
  - Beste Regie … für Werner Schroeter
  - Bester Schnitt … für Juliane Lorenz
  - Beste darstellerische Leistung … für Isabelle Huppert

Weitere Auszeichnungen
- 1992: Deutscher Kamerapreis … für Elfi Mikesch
- 1996: Ehrenleopard … für Werner Schroeter
- 2011: Ehrenleopard … für Isabelle Huppert für ihr Lebenswerk

## Edition
- Malina [DVD]. Film von Werner Schroeter. Nach dem Roman von Ingeborg Bachmann, Drehbuch Elfriede Jelinek. Digitale Restauration des Originals von 1990. Grünwald: Concorde Home Entertainment, 2011 (Bildformat: 16:9)